# Ján Botto
Ján Botto (magyarul Botto János; Felsősziklás, 1829. január 27. - Besztercebánya, 1881. április 28.) a szlovák romantizmus egyik legjelentősebb költője, a Štúr generáció fiatalabb tagja, a nagyrőcei gimnázium egyik alapítója.

## Élete
Földműves családban nőtt fel, majd az ozsgyáni latin iskolában, illetve 1843-tól a lőcsei evangélikus líceumban tanult. Lőcsén ismerte meg a szláv nyelveken írott irodalmi műveket és itt írta első irodalmi műveit. Aktív tagja volt a Jednota mládeže slovenskej, majd alapító tagja lett a Matica slovenskának. Pesten mérnöki szakra készült.
Tanulmányait követően Besztercebányán telepedett le, de munkájából adódóan bejárta a felvidéki szlovák vidékeket és mondákat gyűjtött. Ezeket költeményeiben hasznosította. Szlovák érzelméből adódóan az elnyomás ellen harcoló Jánošík alakjának és mítoszának egyik fő formálója.

## Emlékezete

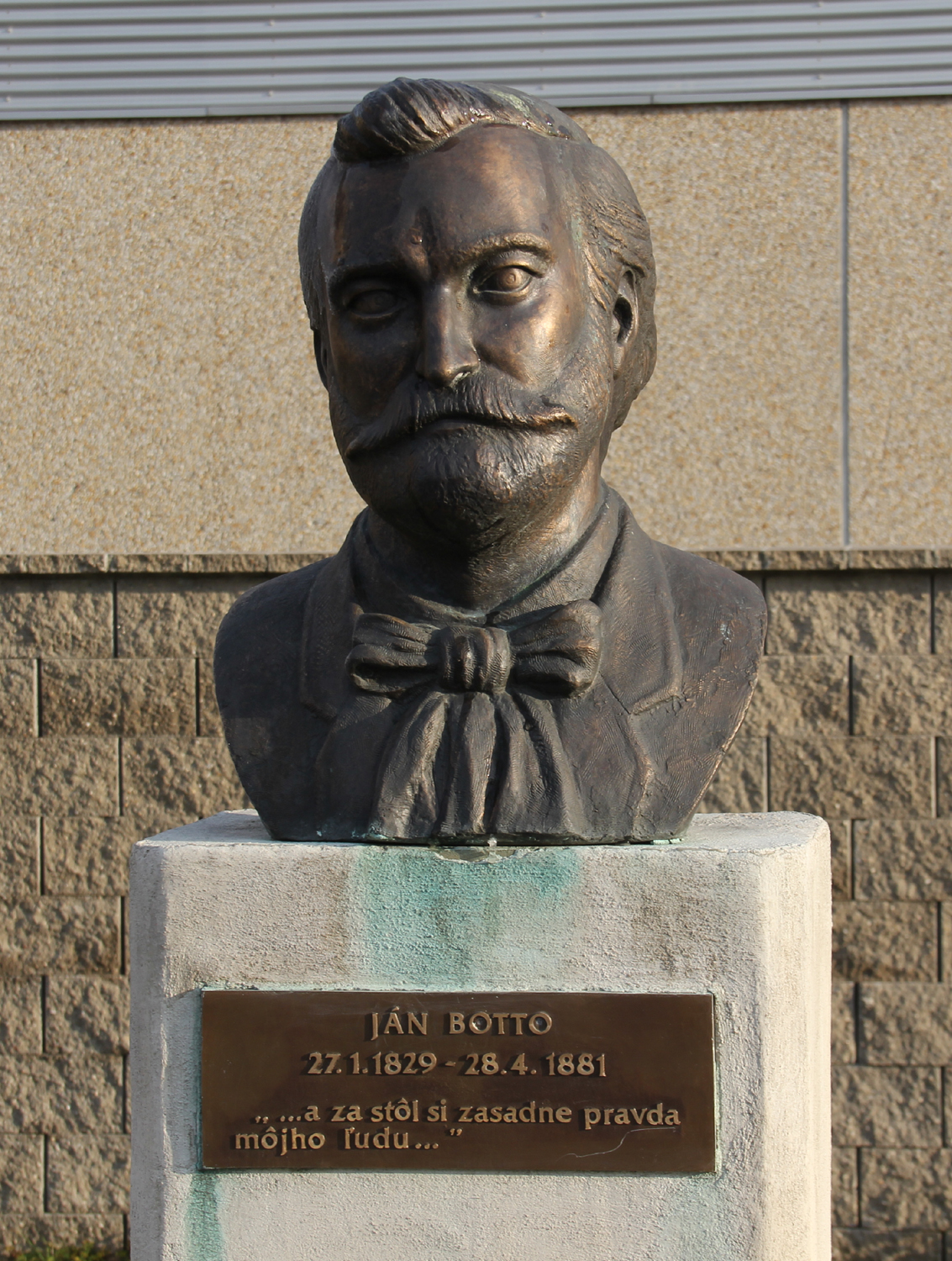
Rimaszombat

- Felsőszikláson áll szobra, emléktáblája és múzeuma

## Művei
A Sokol és Orol folyóiratokba írt. Számos lírai és több epikus költemény szerzője. Költeményei összegyűjtve Prágában 1880-ban a Knihovňa Československá-ban jelentek meg.
- 1846 Pieseň Jánošikova
- 1862 Smrť Jánošikova. Lipa

## Magyarul
- Jánosík halála. Versek; ford. Farkas Jenő; Magyar Kiadó, Bratislava, 1955